# Wendian
Wendian (kinesiska: 温店镇, 温店) är en köping i Kina. Den ligger i provinsen Shandong, i den östra delen av landet, omkring 110 kilometer norr om provinshuvudstaden Jinan. Antalet invånare är 39 211. Befolkningen består av 19 023 kvinnor och 20 188 män. Barn under 15 år utgör 19,0 %, vuxna 15-64 år 71 %, och äldre över 65 år 9,0 %.
Genomsnittlig årsnederbörd är 750 millimeter. Den regnigaste månaden är juli, med i genomsnitt 282 mm nederbörd, och den torraste är mars, med 3 mm nederbörd.